# 单柱菟丝子
单柱菟丝子（学名：Cuscuta monogyna），为旋花科菟丝子属下的一个种。

## 扩展阅读
維基物種上的相關：单柱菟丝子